# Marko Elez
Marko Elez (Split, 1980. szeptember 9. –) horvát származású grúz válogatott vízilabdázó, a Pallanuoto Trieste centere. 2014-ben a grúz válogatott tagjaként részt vett a Budapesten rendezett Európa-bajnokságon.